# Kurarua chujoi
Kurarua chujoi är en skalbaggsart som beskrevs av Makihara 1982. Kurarua chujoi ingår i släktet Kurarua och familjen långhorningar. Inga underarter finns listade i Catalogue of Life.